# آساویلیر
آساویلیر (به فرانسوی: Assainvillers) یک کمون در فرانسه است که در canton of Montdidier واقع شده‌است. آساویلیر ۷٫۳ کیلومتر مربع مساحت دارد ۸۵ متر بالاتر از سطح دریا واقع شده‌است.